# Моча

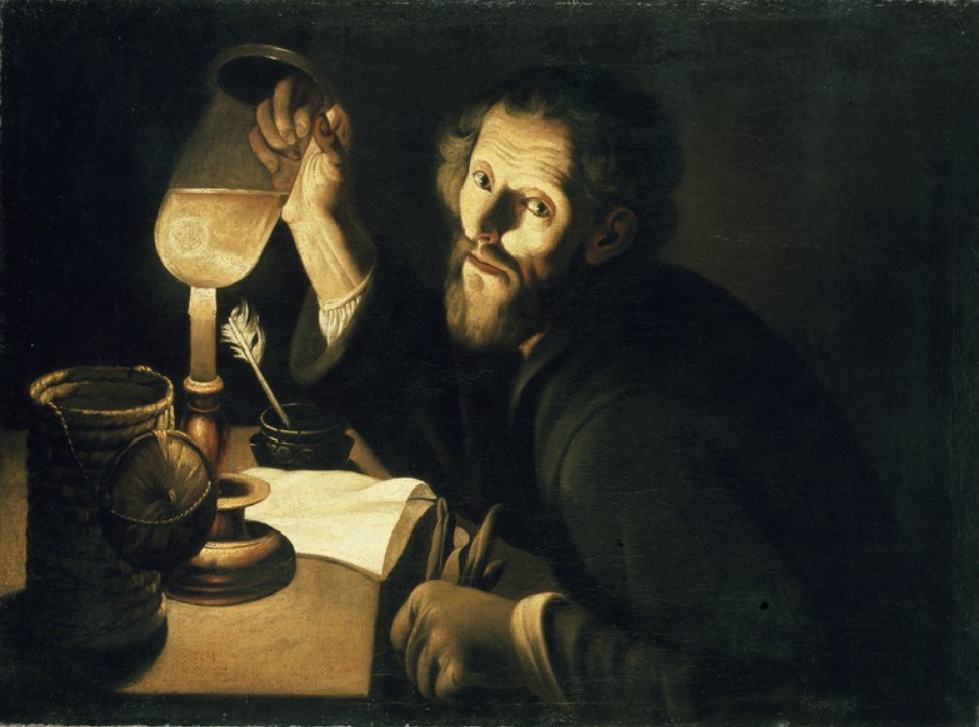
Врач, исследующий мочу, Трофим Биго

Моча́, или ури́на (лат. urina) — вид экскрементов, продукт жизнедеятельности животных и человека, выделяемый почками.
В почках, в результате фильтрации крови, реабсорбции и секреции образуется моча, затем она стекает по мочеточникам в мочевой пузырь или клоаку. Из них моча выводится наружу.

## История
В античные времена недостаток мыльных средств, приготавливаемых из свиного сала, заставлял в качестве аммиачного мыла использовать мочу для очистки загрязнений одежды и тканей. Постоянное употребление для кожи косметических масел требовало частой чистки одежды и постельного белья, поэтому требовалось значительное количество мочи, для чего в римскую эпоху сукновалы устанавливали на углах улиц врытые в землю амфоры для ее сбора. Веспасианом такая практика была обложена налогом. Эскимосы до сих пор иногда используют мочу как моющее средство.

## Человек

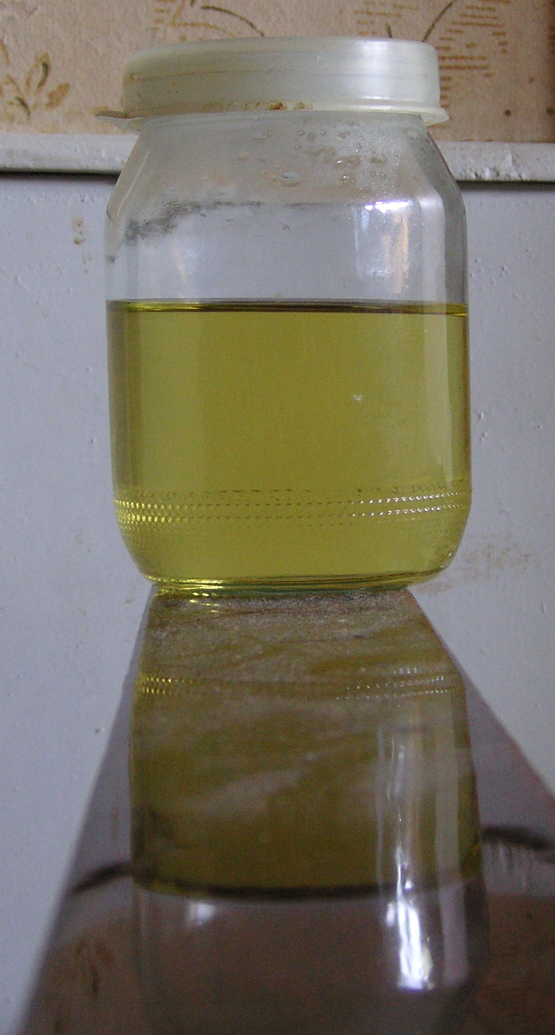
Баночка с мочой человека

Количество выделяемой за определённый промежуток времени мочи называется диурез. Состав мочи зависит от факторов окружающей среды (температуры и влажности воздуха), а также от активности человека, его пола, возраста, веса, состояния здоровья.
Суточный диурез в норме составляет 1200—1600 см³.
Химический и микроскопический анализ мочи имеет важное диагностическое значение. При диабете в моче находят сахар, при нефритах — белок, мочевые цилиндры. Любые отклонения от нормального состава мочи указывают на неправильный обмен веществ в организме.

### Окраска мочи
У человека в норме моча прозрачна, светло-желтого цвета. Жёлтую окраску ей придаёт уробилин. Окраска меняется при приёме лекарственных препаратов, некоторых продуктов.
- Полиурия — моча более светлая.
- Олигурия — моча более насыщенная.
- Красный или розово-красный может быть при присутствии свежей крови.
- Красноватый цвет появляется при употреблении свёклы.
- Серо-розовый цвет — гематурия, кровотечение из высоких отделов.
- Чёрный цвет — миоглобинурия.
- Молочно-белый — хилурия.
- Наличие гноя в моче — пиурия.
- Наличие жира в моче — липурия.

#### Свойства
В среднем моча человека имеет плотность 1005—1030 г/л, pH — от 4,8 до 7,5 (до верхнего предела возрастает при потреблении большого количества растительной пищи).

#### Состав
На 91-96 % моча человека состоит из воды. Содержит азотистые продукты распада белковых веществ: мочевину, мочевую и гиппуровую кислоты, креатинин, ксантин, уробилин, индикан, а также соли — преимущественно хлориды, сульфаты и фосфаты.

#### Органические компоненты в моче на 100 мл
- Мочевина (20 — 35 г)
- Кетоновые тела (< 3 г)
- Аминокислоты (1 — 3 г)
- Креатинин (1 — 1,5 г)
- Мочевая кислота (0,3 — 4,99 г)
- Глюкоза (< 0,16 г)
- Белок (< 0,15 г)
- Гиппуровая кислота (0,15 г)
- Креатин (0,05 — 0,1 г)

#### Неорганические компоненты
- Катионы (K+, Na+, Ca2+, Mg2+, NH4+,)
- Анионы (Cl−, SO42−, НРО42−)
- Другие ионы (в малых количествах)

## Применение
Ферментированная моча рекомендовалась ранее в качестве удобрения. Моча, являясь конечным продуктом обмена веществ в организме, участвует в круговороте многих важных для живых существ элементов, таких, например, как азот и фосфор. Компоненты мочи — ионы аммония, калия, кальция, магния, фосфора, например, попадая в почву, затем могут усваиваться корневой системой растений в виде ионов водного раствора. Естественно, что в качестве таких удобрений не используется свежая моча, которая избытком солей сжигает верхние части растений; в некоторых случаях, может вноситься в минимальных концентрациях в водном растворе 10:1. Избыток азота, также, приводит к нарушению нормального роста и развития растений, поэтому применение мочи, как удобрения требует особых навыков и опытных знаний о pH удобряемой почвы.
Моча животных и человека также используется в фармацевтической промышленности для получения целого ряда гормонов, используемых для изготовления лекарственных или диагностических препаратов. Существует также псевдонаучная теория уринотерапии, которая постулирует утверждение о том, что моча человека является эффективным лекарственным средством. Однако, в настоящее время, имеются мнения насчёт ошибочности подобного утверждения и бесполезности, или даже опасности такого лечения для здоровья пациента.
Кроме того, свежая моча может использоваться в качестве симпатических чернил. Хорошо просушенная надпись, сделанная с помощью мочи, практически незаметна невооружённым глазом. Проявляется же она с помощью нагрева, обретая тёмно-коричневый оттенок.

### Применение для выживания
Многочисленные инструкторы и тренеры по выживанию, в том числе «Полевое Руководство Армии США», не рекомендуют пить мочу с целью выживания в экстремальной ситуации, так как она содержит соли, усугубляющие обезвоживание, а также может содержать токсические вещества.